# Franz Wilhelm Junghuhn
Franz Wilhelm Junghuhn (ur. 26 października 1809 w Mansfeld, zm. 24 kwietnia 1864 w Lembang na Jawie) – niemiecko-holenderski przyrodnik. Interesował się botaniką i geologią.

## Życiorys
Studiował madycynę w Halle (1827-29) i w Berlinie (1830-31)W latach 1836–1848, w okresie kolonializmu holenderskiego, odbył szereg wypraw na Jawę, polityczne i kulturalne centrum archipelagu indonezyjskiego. Bywa nazywany „Humboldtem Jawy”. Był członkiem Królewskiej Holenderskiej Akademii Sztuk i Nauk. 

## Publikacje (wybór)
- Bijdragen tot de geschiedenis der vulkanen in den Indischen Archipel (1843)
- Die Topographischen und Naturwissenschaftlichen Reisen durch Java (1845)
- Die Bättalander auf Sumatra (1847)